# Villemus
Villemus è un comune francese di 164 abitanti situato nel dipartimento delle Alpi dell'Alta Provenza della regione della Provenza-Alpi-Costa Azzurra.

## Storia
Le prime citazioni storiche di Villemus risalgono all'XI secolo. Fece parte della signoria dei Villemus e degli Estienne. Fu un importante centro minerario fino al XIX secolo, in particolare per la lignite, la calce e l'arenaria bituminosa. Nel 1851 contava 286 abitanti.
Nelle vicinanze è stata rinvenuta una necropoli gallo-romana ed un sarcofago in piombo.

## Società

### Evoluzione demografica
Abitanti censiti